# Szenenfläche

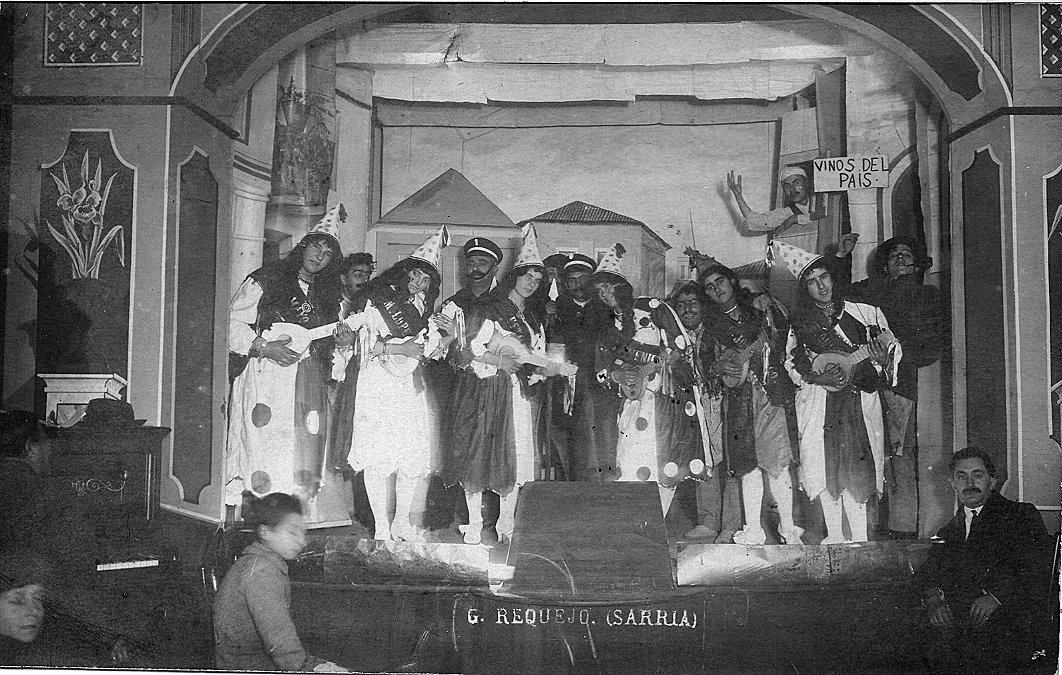
Teatro-Salon. Sarria, Galicien, Spanien

Die Szenenfläche ist die Spielfläche in einem Versammlungsraum, auf der die Schauspieler und Darsteller ihre Stücke darbieten. Mit dazu gehören die auf gleicher Ebene verbundenen Nebenflächen, wie Kulissen- und Dekorationsflächen, Zugänge, Umgänge und Regiestände. An der Bühne in einem Theater gehören die Ober- und Unterbühne nicht mit zur Szenenfläche. Man unterscheidet zwischen Szenenflächen direkt im Versammlungsraum (z. B. in Mehrzweckhallen) oder in einem vom Zuschauerhaus getrennten Bühnenhaus (z. B. Theater mit Großbühne).
In der MVStättV Fassung Juni 2005 § 2(4) steht dazu:
Szenenflächen sind Flächen für künstlerische und andere Darbietungen; für Darbietungen bestimmte Flächen unter 20 m² gelten nicht als Szenenflächen